# El Ballestero
El Ballestero är en ort i Spanien.   Den ligger i provinsen Provincia de Albacete och regionen Kastilien-La Mancha, i den centrala delen av landet, 210 km sydost om huvudstaden Madrid. El Ballestero ligger 1 025 meter över havet och antalet invånare är 514.
Terrängen runt El Ballestero är platt. Runt El Ballestero är det mycket glesbefolkat, med 2 invånare per kvadratkilometer. Närmaste större samhälle är El Bonillo, 14,1 km nordväst om El Ballestero. Trakten runt El Ballestero består till största delen av jordbruksmark.